# Världsmästerskapet i snabb- och blixtschack 2018
Världsmästerskapet i snabb - och blixtschack 2018 arrangerades i Sankt Petersburg i Ryssland från 25 december till 30 december 2018.
Världsmästerskapet i snabbschack vanns av ryssen Daniil Dubov.
Världsmästerskapet i blixtschack vanns av norrmannen Magnus Carlsen.

## Resultat
| Plats | Deltagare            | Poäng |
| ----- | -------------------- | ----- |
| 1     | Daniil Dubov         | 11    |
| 2     | Şəhriyar Məmmədyarov | 10,5  |
| 3     | Hikaru Nakamura      | 10,5  |
| 4     | Vladislav Artemjev   | 10,5  |
| 5     | Magnus Carlsen       | 10,5  |

| Plats | Deltagare          | Poäng |
| ----- | ------------------ | ----- |
| 1     | Magnus Carlsen     | 17    |
| 2     | Jan-Krzysztof Duda | 16,5  |
| 3     | Hikaru Nakamura    | 14,5  |
| 4     | Levon Aronjan      | 14    |
| 5     | Pjotr Svidler      | 14    |